# Нарбонн-Лара, Луи-Мари-Жак-Альмарик де
Луи-Мари-Жак-Альмарик де Нарбонн-Лара (фр. Louis-Marie-Jaques-Almaric de Narbonne-Lara) — французский дипломат и генерал эпохи Наполеоновских войн.

## Биография
Луи-Мари-Жак-Альмарик де Нарбонн-Лара родился 20 марта 1755 года в Колорно (Пармское герцогство). Воспитывался при дворе Людовика XV вместе с королевскими детьми, вследствие чего его считали побочным сыном Людовика XV (по некоторым данным — от его собственной дочери), в пользу этой версии происхождения говорило и их поразительное внешнее сходство.
Когда наступила революция, Нарбонн-Лара, будучи полковником Пьемонтского пехотного полка, занял позицию «конституционного монархиста» и 6 декабря 1791 года был назначен военным министром, но через три месяца вышел в отставку, а после 10 августа 1792 года эмигрировал в Лондон. Во время его министерства ходили сплетни, что он был любовником мадам де Сталь. В Англии Нарбонн-Лара долго не задержался, и когда началась война Первой коалиции, он переехал в Швейцарию, а затем в Гамбург.
Во Францию Нарбонн-Лара возвратился после 18 брюмера. Наполеон держал его сначала в отдалении и лишь в 1809 году Нарбонн-Лара, произведённый в дивизионные генералы, был назначен губернатором Рааба и затем Триеста, а в 1810 году отправлен послом в Мюнхен.
В том же году Нарбонн-Лара, сумевший завоевать расположение Наполеона, стал адъютантом императора и сопровождал его в походе 1812 года в России. Перед началом кампании, в конце мая, Наполеон послал его в Вильно, где в то время находился император Александр I. По словам Нарбонна, его миссия заключалась в попытке предотвращения конфликта. Однако современный историк П. А. Жилин считает, что целью его миссии на самом деле было совсем другое: «Нарбонн должен был „мирными“ предложениями затянуть время, дать возможность французской армии сосредоточиться, а Наполеону спокойно добраться до Ковно. Он также должен был определить боеготовность русской армии». Косвенно выводы Жилина подтверждает и Коленкур, писавший, что Нарбонн-Лара был не только принят Александром I, но и за три дня нахождения в Вильно посетил несколько военных смотров, а по возвращении представил обширный доклад о состоянии русских войск и крепостей.
В кампании 1813 года в Германии Нарбонн-Лара также состоял при Наполеоне по военно-дипломатической части и был направлен в Вену, для предотвращения вступления Австрии в Шестую коалицию; после провала переговоров с Меттернихом он был назначен комендантом в Торгау.
17 ноября 1813 года Нарбонн-Лара умер в Торгау, обстоятельства его смерти противоречивы: по одним источникам говорится что он умер от тифа, по другим — смерть наступила вследствие неудачного падения с лошади.
Впоследствии его имя было выбито на Триумфальной арке в Париже.

## В художественной литературе
Обстоятельства жизни Нарбонна описаны в исторической миниатюре Валентина Пикуля "Секретная миссия Нарбонна"